# Piratenpartij

Logo van de PPI, de internationale overkoepelende organisatie van Piratenpartijen.

Piratenpartijen zijn politieke partijen die actief zijn in meer dan 40 verschillende landen. Ze worden opgericht naar het model van de Zweedse Piratenpartij.

## Standpunten
Hoewel alle Piratenpartijen hun eigen standpunten schrijven, ondersteunen ze allemaal in beginsel burgerrechten, directe democratie, de hervorming van het auteursrecht en octrooirecht, het vrij delen van kennis, databeveiliging, transparantie van overheidsinstanties, vrijheid van informatie, gratis onderwijs, universele gezondheidszorg en een duidelijke scheiding tussen kerk en staat.

## Nationale Piratenpartijen
Wereldwijd zijn er in meer dan 50 landen Piratenpartijen opgericht, geïnspireerd op het Zweedse initiatief. In 24 landen doen er Piratenpartijen mee aan de nationale verkiezingen.
| Land                  | Naam                                                        | Binnenlandse registratiestatus                                                                  | Lid van de Pirate Parties International | Zetels in de nationale wetgevende macht                  |
| --------------------- | ----------------------------------------------------------- | ----------------------------------------------------------------------------------------------- | --------------------------------------- | -------------------------------------------------------- |
| Nederland             | Piratenpartij                                               | Officieel geregistreerd                                                                         | Ja                                      | 0 / 150(Tweede Kamerverkiezingen 2023)                   |
| België                | Piratenpartij / Parti pirate                                | Officieel geregistreerd                                                                         | Ja                                      | 0 / 150(Belgische federale verkiezingen 2019)            |
| Argentinië            | Partido Pirata de Argentina                                 | Actief, maar niet geregistreerd                                                                 | Nee                                     |                                                          |
| Australië             | Pirate Party Australia                                      | Actief, maar niet geregistreerd                                                                 | Lidmaatschap opgezegd in februari 2015  |                                                          |
| Bosnië en Herzegovina | Piratska Partija Bosne i Hercegovine                        | Actief, maar niet geregistreerd                                                                 | Ja                                      |                                                          |
| Brazilië              | Partido Pirata                                              | Actief, maar niet geregistreerd                                                                 | Ja                                      |                                                          |
| Bulgarije             | Пиратска Партия                                             | Officieel geregistreerd                                                                         | Ja                                      |                                                          |
| Canada                | Pirate Party of Canada                                      | Officieel geregistreerd                                                                         | Lidmaatschap opgezegd op 24 juli 2016   | 0 / 338(Canadese federale verkiezingen 2015)             |
| Chili                 | Partido Pirata de Chile                                     | Actief, maar niet geregistreerd                                                                 | Ja                                      |                                                          |
| China                 | 中国盗版党                                                  | Discussie over de vorming van een groep                                                         | Nee                                     |                                                          |
| Colombia              | Partido Pirata Colombiano                                   | Discussie over de vorming van een groep                                                         | Nee                                     |                                                          |
| Costa Rica            | Partido Pirata de Costa Rica                                | Discussie over de vorming van een groep                                                         | Nee                                     |                                                          |
| Cyprus                | Pirate Party Cyprus                                         | Actief, maar niet geregistreerd                                                                 | Nee                                     |                                                          |
| Denemarken            | Piratpartiet                                                | Opgeheven in 2017                                                                               | Nee                                     |                                                          |
| Duitsland             | Piratenpartei Deutschland                                   | Officieel geregistreerd                                                                         | Ja                                      | 0 / 631(Duitse Bondsdagverkiezingen 2017)                |
| Estland               | Eesti Piraadipartei                                         | Officieel geregistreerd                                                                         | Ja                                      |                                                          |
| Finland               | Piraattipuolue                                              | Officieel geregistreerd                                                                         | Ja                                      | 0 / 200(Finse parlementsverkiezingen 2019)               |
| Frankrijk             | Parti Pirate                                                | Officieel geregistreerd                                                                         | Ja                                      | 0 / 577(Franse parlementsverkiezingen 2017)              |
| Griekenland           | Κόμμα Πειρατών Ελλάδας                                      | Officieel geregistreerd                                                                         | Ja                                      | 0 / 300(Griekse parlementsverkiezingen 2015 (september)) |
| Honduras              | Pirate Party of Honduras                                    | Nee                                                                                             | Nee                                     |                                                          |
| Hongarije             | Magyar Kalózpárt                                            | Onder transformatie van een NGO naar een politieke partij, werkt samen met Lehet Más a Politika | Ja                                      | 0 / 199(Hongaarse parlementsverkiezingen 2014)           |
| Ierland               | Pirate Party Ireland / Páirtí Foghlaithe na hÉireann        | Inactief en niet-geregistreerd                                                                  | Nee                                     |                                                          |
| Israël                | הפיראטים                                                    | Ja                                                                                              | Ja                                      | 0 / 120(Israëlische parlementsverkiezingen 2020)         |
| Italië                | Partito Pirata                                              | Officieel geregistreerd                                                                         | Ja                                      | 0 / 630(Italiaanse parlementsverkiezingen 2013)          |
| Kazachstan            | Пиратская Партия Казахстана / Қазақстан Қарақшылар Партиясы | Actief, maar niet geregistreerd                                                                 | Ja                                      |                                                          |
| Kroatië               | Piratska Stranka                                            | Registratie ingetrokken in 2018                                                                 | Ja                                      |                                                          |
| Letland               | Pirātu Partija                                              | Actief, maar niet geregistreerd                                                                 | Heeft een lidmaatschap aangevraagd      |                                                          |
| Litouwen              | Lietuvos Piratų Partija                                     | Actief, maar niet geregistreerd                                                                 | Nee                                     |                                                          |
| Luxemburg             | Piratepartei Lëtzebuerg                                     | Officieel geregistreerd                                                                         | Ja                                      | 3 / 60(Luxemburgse parlementsverkiezingen 2023)          |
| Marokko               | Pirate Party of Morocco                                     | Actief, maar niet geregistreerd                                                                 | Ja                                      |                                                          |
| Mexico                | Partido Pirata Mexicano                                     | Actief, maar niet geregistreerd                                                                 | Nee                                     |                                                          |
| Nepal                 | Pirate Party Nepal                                          | Benodigde handtekeningen voor inschrijving verzameld                                            | Nee                                     |                                                          |
| Nieuw-Zeeland         | Pirate Party of New Zealand                                 | Officieel geregistreerd                                                                         | Ja                                      | 0 / 120(Nieuw-Zeeland parlementsverkiezingen 2017)       |
| Noorwegen             | Piratpartiet                                                | Officieel geregistreerd                                                                         | Ja                                      | 0 / 169(Noorse parlementsverkiezingen 2017)              |
| Oekraïne              | Піратська Партія України                                    | Actief, maar niet geregistreerd                                                                 | Heeft een lidmaatschap aangevraagd      |                                                          |
| Oostenrijk            | Piratenpartei Österreichs                                   | Officieel geregistreerd                                                                         | Ja                                      | 0 / 183(Oostenrijkse parlementsverkiezingen 2013)        |
| Peru                  | Partido Pirata de Perú                                      | Brief dat de partij wordt gevormd                                                               | Nee                                     |                                                          |
| Polen                 | Polska Partia Piratów                                       | Officieel geregistreerd                                                                         | Ja                                      |                                                          |
| Portugal              | Partido Pirata Português                                    | Actief, maar niet geregistreerd                                                                 | Ja                                      |                                                          |
| Roemenië              | Partidul Pirat România                                      | Actief, maar niet geregistreerd                                                                 | Ja                                      |                                                          |
| Rusland               | Пиратская партия России                                     | Actief, probeert registratie                                                                    | Ja                                      |                                                          |
| Servië                | Piratska Partija Srbije                                     | Opgeheven in 2017                                                                               | Lidmaatschap opgezegd in 2017           |                                                          |
| Slovenië              | Piratska stranka Slovenije                                  | Actief, probeert registratie                                                                    | Ja                                      |                                                          |
| Slowakije             | Pirátska strana                                             | Actief, maar niet geregistreerd                                                                 | Heeft een lidmaatschap aangevraagd      |                                                          |
| Spanje                | Partido Pirata                                              | Officieel geregistreerd                                                                         | Ja                                      | 0 / 350(Spaanse parlementsverkiezingen 2011)             |
| Taiwan                | 台灣海盜黨                                                  | Verboden door gebruik van het woord 'piraat'                                                    | Nee                                     |                                                          |
| Tsjechië              | Česká pirátská strana                                       | Officieel geregistreerd                                                                         | Ja                                      | 22 / 200(Tsjechische kamerverkiezingen 2017)             |
| Tunesië               | حزب القراصنة / Parti pirate                                 | Officieel geregistreerd                                                                         | Ja                                      |                                                          |
| Turkije               | Korsan Partisi                                              | Actief, maar niet geregistreerd                                                                 | Ja                                      |                                                          |
| Uruguay               | Partido Pirata en Uruguay                                   | Actief, maar niet geregistreerd                                                                 | Nee                                     |                                                          |
| Venezuela             | Partido Pirata de Venezuela                                 | Discussie over de vorming van een groep                                                         | Nee                                     |                                                          |
| Verenigd Koninkrijk   | Pirate Party UK / Plaid Môr-leidr DU                        | Opgeheven in 2020                                                                               | Lidmaatschap opgezegd in 2015           | 0 / 650(Britse Lagerhuisverkiezingen 2017)               |
| Verenigde Staten      | United States Pirate Party                                  | Geregistreerd in Massachusetts, Florida, Oklahoma, en Oregon.                                   | Nee                                     |                                                          |
| Wit-Rusland           | Пиратское движение Беларуси                                 | Actief, maar niet geregistreerd                                                                 | Ja                                      |                                                          |
| IJsland               | Píratar                                                     | Officieel geregistreerd                                                                         | Lidmaatschap opgezegd in mei 2015       | 6 / 63(IJslandse parlementsverkiezingen 2017)            |
| Zuid-Korea            | Piratenpartij (Zuid-Korea)                                  | Discussie over de vorming van een groep                                                         | Nee                                     |                                                          |
| Zweden                | Piratenpartij (Zweden)                                      | Officieel geregistreerd                                                                         | Nee                                     | 0 / 349(Zweedse parlementsverkiezingen 2018)             |
| Zwitserland           | Piratenpartij (Zwitserland)                                 | Officieel geregistreerd                                                                         | Ja                                      | 0 / 200(Zwitserse parlementsverkiezingen 2019)           |
| Internationaal        | Pirates without Borders                                     | Officieel geregistreerd                                                                         | Observerend lid                         |                                                          |

## Regionale Piratenpartijen en jeugdpartijen
| Land             | Naam                              | Binnenlandse registratiestatus  | Lid van de Pirate Parties International | Verkozen                                            |
| ---------------- | --------------------------------- | ------------------------------- | --------------------------------------- | --------------------------------------------------- |
| Duitsland        | Junge Piraten                     | Officieel geregistreerd         | Observerend lid                         | n.v.t.                                              |
| Duitsland        | Piratenpartij (Baden-Württemberg) | Officieel geregistreerd         | Nee                                     | 3 stad/gemeente zetels                              |
| Duitsland        | Piratenpartij (Beieren)           | Officieel geregistreerd         | Observerend lid                         | 1 stad/gemeente zetel                               |
| Duitsland        | Piratenpartij (Berlijn)           | Officieel geregistreerd         | Heeft een lidmaatschap aangevraagd      | 15 staatsparlement zetels · 51 stad/gemeente zetels |
| Duitsland        | Piratenpartij (Brandenburg)       | Officieel geregistreerd         | Nee                                     | 2 stad/gemeente zetels                              |
| Duitsland        | Piratenpartij (Bremen)            | Officieel geregistreerd         | Nee                                     | 5 stad/gemeente zetels                              |
| Duitsland        | Piratenpartij (Hessen)            | Officieel geregistreerd         | Observerend lid                         | 33 stad/gemeente zetels                             |
| Duitsland        | Piratenpartij (Nedersaksen)       | Officieel geregistreerd         | Observerend lid                         | 59 stad/gemeente zetels                             |
| Duitsland        | Piratenpartij (Saarland)          | Officieel geregistreerd         | Nee                                     | 4 staatsparlement zetels                            |
| Nederland        | Piratenpartij Amsterdam           | Officieel geregistreerd         | Nee                                     | Een zetel stadsdeelraad                             |
| Nederland        | Piratenpartij Alkmaar             | Actief, maar niet geregistreerd | Nee                                     | Nee                                                 |
| Nederland        | Piratenpartij Arnhem              | Actief, maar niet geregistreerd | Nee                                     | Nee                                                 |
| Nederland        | Piratenpartij Delft               | Samenwerking met STIP           | Nee                                     | Nee                                                 |
| Nederland        | Piratenpartij Enscehede           | Actief, maar niet geregistreerd | Nee                                     | Nee                                                 |
| Nederland        | Piratenpartij Friesland           | Actief, maar niet geregistreerd | Nee                                     | Nee                                                 |
| Nederland        | Piratenpartij Haarlem             | Actief, maar niet geregistreerd | Nee                                     | Nee                                                 |
| Nederland        | Piratenpartij Hoeksche Waard      | Actief, maar niet geregistreerd | Nee                                     | Nee                                                 |
| Nederland        | Piratenpartij Leiden              | Actief, maar niet geregistreerd | Nee                                     | Nee                                                 |
| Nederland        | Piratenpartij Limburg             | Actief, maar niet geregistreerd | Nee                                     | Nee                                                 |
| Nederland        | Piratenpartij Noord-Holland       | Officieel geregistreerd         | Nee                                     | Nee                                                 |
| Nederland        | Piratenpartij Nijmegen            | Actief, maar niet geregistreerd | Nee                                     | Nee                                                 |
| Nederland        | Piratenpartij Rotterdam           | Actief, maar niet geregistreerd | Nee                                     | Nee                                                 |
| Nederland        | Piratenpartij Uithoorn            | Actief, maar niet geregistreerd | Nee                                     | Nee                                                 |
| Nederland        | Piratenpartij Utrecht             | Officieel geregistreerd         | Nee                                     | Nee                                                 |
| Nederland        | Piratenpartij Zwolle              | Actief, maar niet geregistreerd | Nee                                     | Nee                                                 |
| Nieuw-Zeeland    | Young Pirates New Zealand         | Actief, maar niet geregistreerd | Nee                                     | Nee                                                 |
| Oostenrijk       | Piratenpartei Tirol               | Officieel geregistreerd         | Nee                                     | Een gemeenteraadslid                                |
| Spanje           | Piratenpartij (Catalonië)         | Officieel geregistreerd         | Ja                                      | 2 gemeenteraadsleden                                |
| Spanje           | Piratenpartij (Galicië)           | Officieel geregistreerd         | Nee                                     | Nee                                                 |
| Tsjechië         | Mladí piráti (Jonge Piraten)      | Officieel geregistreerd         | Nee                                     | n.v.t.                                              |
| Tsjechië         | Piratenpartij (Hradec Králové)    | Officieel geregistreerd         | Nee                                     | 7 / 45(Regionale Verkiezingen 2020)                 |
| Tsjechië         | Piratenpartij (Karlsbad)          | Officieel geregistreerd         | Nee                                     | 6 / 45(Regionale Verkiezingen 2020)                 |
| Tsjechië         | Piratenpartij (Liberec)           | Officieel geregistreerd         | Nee                                     | 5 / 55(Regionale Verkiezingen 2020)                 |
| Tsjechië         | Piratenpartij (Midden-Bohemen)    | Officieel geregistreerd         | Nee                                     | 12 / 65(Regionale Verkiezingen 2020)                |
| Tsjechië         | Piratenpartij (Moravië-Silezië)   | Officieel geregistreerd         | Nee                                     | 9 / 65(Regionale Verkiezingen 2020)                 |
| Tsjechië         | Piratenpartij (Olomouc)           | Officieel geregistreerd         | Nee                                     | 8 / 55(Regionale Verkiezingen 2020)                 |
| Tsjechië         | Piratenpartij (Pardubice)         | Officieel geregistreerd         | Nee                                     | 7 / 45(Regionale Verkiezingen 2020)                 |
| Tsjechië         | Piratenpartij (Pilsen)            | Officieel geregistreerd         | Nee                                     | 7 / 45(Regionale Verkiezingen 2020)                 |
| Tsjechië         | Piratenpartij (Praag)             | Officieel geregistreerd         | Nee                                     | 13 / 65(Regionale Verkiezingen 2020)                |
| Tsjechië         | Piratenpartij (Ústí nad Labem)    | Officieel geregistreerd         | Nee                                     | 6 / 55(Regionale Verkiezingen 2020)                 |
| Tsjechië         | Piratenpartij (Vysočina)          | Officieel geregistreerd         | Nee                                     | 7 / 45(Regionale Verkiezingen 2020)                 |
| Tsjechië         | Piratenpartij (Zlín)              | Officieel geregistreerd         | Nee                                     | 6 / 45(Regionale Verkiezingen 2020)                 |
| Tsjechië         | Piratenpartij (Zuid-Bohemen)      | Officieel geregistreerd         | Nee                                     | 9 / 55(Regionale Verkiezingen 2020)                 |
| Tsjechië         | Piratenpartij (Zuid-Moravië)      | Officieel geregistreerd         | Nee                                     | 10 / 65(Regionale Verkiezingen 2020)                |
| Verenigde Staten | Piratenpartij (Florida)           | Officieel geregistreerd         | Observerend lid                         | Nee                                                 |
| Verenigde Staten | Piratenpartij (Massachusetts)     | Officieel geregistreerd         | Nee                                     | Nee                                                 |
| Verenigde Staten | Piratenpartij (New York)          | Actief, maar niet geregistreerd | Nee                                     | Nee                                                 |
| Verenigde Staten | Piratenpartij (Oklahoma)          | Officieel geregistreerd         | Nee                                     | Nee                                                 |
| Verenigde Staten | Piratenpartij (Oregon)            | Officieel geregistreerd         | Nee                                     | Nee                                                 |
| Zweden           | Ung Pirat                         | Officieel geregistreerd         | Heeft een lidmaatschap aangevraagd      | n.v.t.                                              |

## Europese Piratenpartij
De Europese Piratenpartij (PPEU) werd opgericht op 21 maart 2014. De partij is een samenwerkingsverband van piratenpartijen in Europa. De partij streeft ernaar door het Europees Parlement erkend te worden als Europese politieke partij.
De Zweedse politicus Amelia Andersdotter werd gekozen als eerste voorzitter van de partij.
De partij nam met een gezamenlijk programma in 16 landen deel aan de Europese Parlementsverkiezingen van 2014.

## Piratenpartijen in verkiezingen
| Piratenpartijen in nationale verkiezingen | Piratenpartijen in nationale verkiezingen | Piratenpartijen in nationale verkiezingen |
| Land                                      | Datum                                     | % van de stemmen                          |
| ----------------------------------------- | ----------------------------------------- | ----------------------------------------- |
| België                                    | 26/05/2019                                | 0,11 *                                    |
| Canada                                    | 19/10/2015                                | 0,32 *                                    |
| Duitsland                                 | 24/09/2017                                | 0,20                                      |
| Finland                                   | 14/04/2019                                | 0,62                                      |
| Frankrijk                                 | 18/06/2017                                | 0,85                                      |
| Griekenland                               | 20/09/2015                                | 0,28                                      |
| Hongarije                                 | 06/04/2014                                | 0,00                                      |
| Israël                                    | 02/03/2020                                | 0,03                                      |
| Italië                                    | 25/02/2013                                | 0,01                                      |
| Luxemburg                                 | 14/10/2018                                | 6,45                                      |
| Nederland                                 | 15/03/2017                                | 0,35                                      |
| Nieuw-Zeeland                             | 23/09/2017                                | 1,42 *                                    |
| Noorwegen                                 | 11/09/2017                                | 0,11                                      |
| Oostenrijk                                | 29/09/2013                                | 0,77                                      |
| Spanje                                    | 20/11/2011                                | 0,10                                      |
| Tsjechië                                  | 21/10/2017                                | 10,79                                     |
| Verenigd Koninkrijk                       | 06/08/2017                                | 0,01                                      |
| IJsland                                   | 28/10/2017                                | 8,95                                      |
| Zweden                                    | 09/09/2018                                | 0,11                                      |
| Zwitserland                               | 20/10/2019                                | 0,27                                      |

| Piratenpartijen in Europese verkiezingen | Piratenpartijen in Europese verkiezingen | Piratenpartijen in Europese verkiezingen |
| Verkiezing                               | Datum                                    | %                                        |
| ---------------------------------------- | ---------------------------------------- | ---------------------------------------- |
| Zweden                                   | 7/6/2009                                 | 7,13                                     |
| Duitsland                                | 7/6/2009                                 | 0,9                                      |
| Kroatië                                  | 14/4/2013                                | 1,13                                     |
| Italië                                   | 26/5/2019                                | 0,23                                     |
| Nederland                                | 26/5/2019                                | 0,20                                     |

| Piratenpartijen in provinciale verkiezingen | Piratenpartijen in provinciale verkiezingen | Piratenpartijen in provinciale verkiezingen |
| Verkiezing                                  | Datum                                       | %                                           |
| ------------------------------------------- | ------------------------------------------- | ------------------------------------------- |
| Vlaamse provincies                          | 14/10/2012                                  | 1,15 *                                      |
| Waalse provincies                           | 14/10/2012                                  | 2,72 *                                      |

* In deze landen geldt een districtenstelsel. Percentage is het gemiddelde van alle districten waarin de Piratenpartij meedeed.